# Филиппинский золотогузый рогоклюв
Филиппинский золотогузый рогоклюв (лат. Sarcophanops steerii) — вид птиц в семействе рогоклювых (Eurylaimidae).   Ранее его считали  конспецифичным с Sarcophanops samarensis. Этот вид эндемичен для островов Минданао, Басилан, Динагат и Сиаргао на Филиппинах. Это одна из самых ярких птиц в стране с её небесно-голубыми дисками вокруг глаз и клювом и желтым пятном на крыле.
Его естественными местами обитания являются тропические влажные равнинные леса и иногда тропические мангровые леса. Ему угрожает потеря и деградация местообитаний.

## Описание и таксономия
Филиппинский золотогузый рогоклюв достигает длины 16,5—17,5 см и массы от 33,7 до 44,4 г. У взрослых самцов лоб и макушка тёмно-бордовые, лицо и горло чёрные, воротник белый; мантия и спина тёмно-серые, нижняя часть спины до хвоста рыжеватая, надхвостье и верхние кроющие перья хвоста с фиолетовым отливом. Крылья чёрные, заметная белая полоса проходит по третьестепенным маховым перьям, жёлтая полоса на второстепенных маховых перьях. Низ тела сиреневый, от середины брюха до подхвостья желтовато-белый. Радужная оболочка от зелёной до голубой или жёлтой, вокруг глаза проходит ряд синих мясистых кожистых дисков шириной до 6 мм. Клюв светло-голубой; ноги голубоватые. Взрослые самки похожи на самцов, но нижняя часть тела у них чисто белая. У молодых особей белое горло, постепенно становящееся чёрным, оливково-зелёная макушка и выемка в верхней части, нечетко очерченные полосы на крыльях скорее буровато-розовые, чем белые, диски вокруг глаз жёлтые.
Голос этого рогоклюва описывается как металлически звонкое «чинк», его песня — жалобный свист. Он также щелкает клювом, и хлопает крыльями.
Ранее эту форму считали конспецифичной Sarcophanops samarensis. От него он отличается более крупным размером, белым воротником, серой верхней частью тела и жёлтыми полосками на крыльях.

### Подвиды
Признаны два подвида:
- Sarcophanops steerii steerii: Центральный и Восточный Минданао, Сиаргао и острова Динагат; Самцы крупнее и красный цвет у них более темный; современные регистрации на островах Динагат отсутствуют.
- Sarcophanops steerii mayri: Полуостров Замбоанга и Басилан; самцы мельче, красные цвет более бледный; Возможно, вымер на Басилане[3]

Эти подвиды слабо различаются, и вполне возможно при дальнейшем изучении выяснится, что их выделение недостаточно обосновано, а этот вид является монотипным.

## Экология и поведение
Эти птицы насекомоядны и добывают корм в средних и нижних уровнях первого яруса леса. Встречаются поодиночке, парами или даже небольшими семейными группами до 6 птиц. Редко присоединяются к смешанным стаям.
Гнездо этого вида было найдено и описано. Основной сезон размножения, как полагают, длится с апреля по июнь, хотя неполовозрелые слётки были зарегистрированы почти в течение всего года.

## Биотопы и природоохранный статус

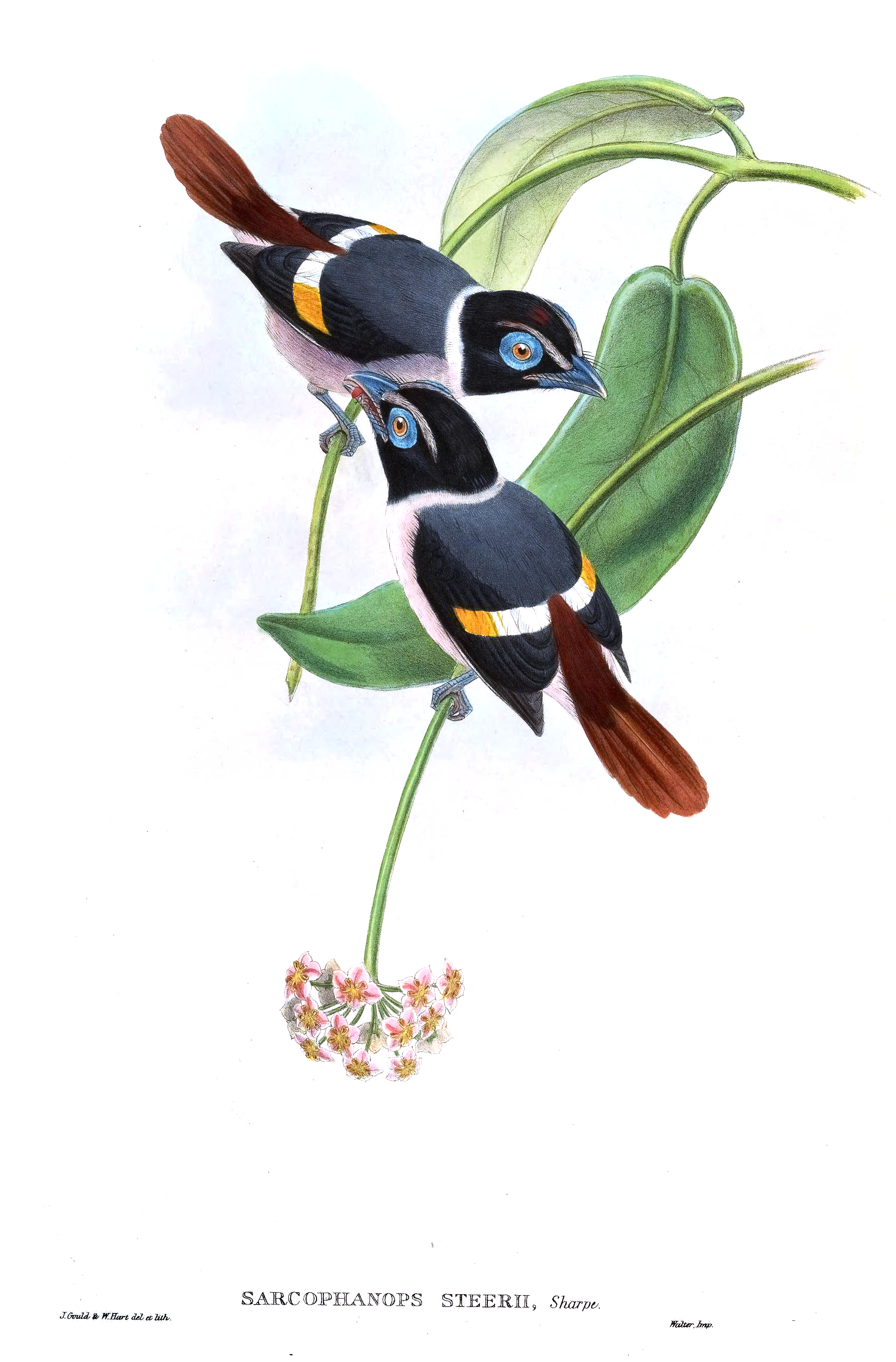
Иллюстрация Джона Гульда

Его естественные местообитания — тропические влажные равнинные первичные леса и хорошо развитые вторичные леса до 1220 метров над уровнем моря, хотя большинство регистраций гораздо ниже этой отметки. Вероятно, этот вид не в состоянии переносить значительную деградацию леса. Известно, что он добывает корм в нижних ярусах лесного полога: в подлеске и близко к лесной подстилке.
МСОП рассматривает этот вид как уязвимый с численностью, оцениваемой в 2500–9999 особей. Основная угроза состоят в обширных вырубках леса в равнинной части всех островов, относимых к его ареалу. Большая часть оставшихся лесов на равнинах, которые не охраняются, уязвимы как для законных, так и для незаконных рубок, превращения их в сельскохозяйственные земли при помощи подсечно-огневого метода, а также в результате вырубок  ради добычи полезных ископаемых. В настоящее время не разработаны планы по охране и защите этого вида птиц.
Охрана вида осуществляется на нескольких охраняемых природных территориях, таких как гора Апо, Природный парк Пасонанка и Охраняемый ландшафт острова Сиаргао. Однако в этих ООПТ охрана слабая.
Планируемые природоохранные действия включают обследование оставшихся местообитаний вида среды  для оценки текущего распределения, состояния популяции и выявления угроз.